# Ville-sous-la-Ferté
Ville-sous-la-Ferté è un comune francese di 1 216 abitanti situato nel dipartimento dell'Aube nella regione del Grand Est.

## Società

### Evoluzione demografica
Abitanti censiti

## Monumenti
Nel territorio di Ville-sous-la Ferté è sita l'Abbazia di Clairvaux.
Dopo la rivoluzione francese il sito dell'abbazia è diventato una prigione.